# Уряд Намібії
Уряд Намібії — вищий орган виконавчої влади Намібії. Створений відповідно до Глави 6 (Статті 35–42) Конституції Намібії. До його входять такі посади: Президент Намібії, Прем'єр-міністр Намібії та будь-які інші посади, які призначає Президент.
Усі члени кабінету також входять до Національної асамблеї Намібії. Це становище зазнавало критики з боку громадянського суспільства Намібії та опозиції через значне дублювання функцій виконавчої та законодавчої гілок влади, що підриває принцип поділу влади. Крім того, старшинство членів кабінету зазвичай відсуває звичайних депутатів на задній план.

## Голова уряду
- Прем'єр-міністр — Саара Куугонгелва-Амадхіла (англ. Saara Kuugongelwa-Amadhila).
- Віце-прем'єр-міністр — Нетумбо Нанді-Ндайтва (англ. Netumbo Nandi-Ndaitwah).

## Кабінет міністрів
Склад чинного уряду подано станом на 21 квітня 2015 року.
| Логотип | Міністерство                                                                    | Міністр                                          | Фото | Час на посаді | Час на посаді | Партія | Партія | Вебсайт |
| ------- | ------------------------------------------------------------------------------- | ------------------------------------------------ | ---- | ------------- | ------------- | ------ | ------ | ------- |
|         | Міністерство безпеки                                                            | Чарлі Намоло (Charlea Namoloh)                   |      |               |               |        |        |         |
|         | Міністерство вищої освіти та інновацій                                          | Ітах Мурангі-Канджил (Itah Murangi-Kandjil)      |      |               |               |        |        |         |
|         | Міністерство внутрішніх справ та імміграції                                     | Пендукені Ійвула-Ітана (Pendukeni Iivula-Ithana) |      |               |               |        |        |         |
|         | Міністерство гендерної рівності та дитячого добробуту                           | Дорін Сіока (Doreen Sioka)                       |      |               |               |        |        |         |
|         | Міністерство гірничої промисловості та енергетики                               | Обет Канджозе (Obeth Kandjoze)                   |      |               |               |        |        |         |
|         | Міністерство державних підприємств                                              | Леон Джуст (Leon Jooste)                         |      |               |               |        |        |         |
|         | Міністерство екології та туризму                                                | Похамба Шифета (Pohamba Shifeta)                 |      |               |               |        |        |         |
|         | Міністерство економічного планування                                            | Том Алвіндо (Tom Alweendo)                       |      |               |               |        |        |         |
|         | Міністерство з ліквідації бідності                                              | Зефанія Каміта (Zephania Kameeta)                |      |               |               |        |        |         |
|         | Міністерство земельної реформи                                                  | Утоні Нуджома (Utoni Nujoma)                     |      |               |               |        |        |         |
|         | Міністерство індустріалізації, торгівлі та розвитку малого і середнього бізнесу | Іммануель Нгатджізеко (Immanuel Ngatjizeko)      |      |               |               |        |        |         |
|         | Міністерство інформації та технологій зв'язку                                   | Тьєкеро Твея (Tjekero Tweya)                     |      |               |               |        |        |         |
|         | Міністерство молоді, національної служби, спорту та культури                    | Джеррі Еканджо (Jerry Ekandjo)                   |      |               |               |        |        |         |
|         | Міністерство міжнародних відносин і співпраці                                   | Нетумбо Нанді-Ндайтва (Netumbo Nandi-Ndaitwah)   |      |               |               |        |        |         |
|         | Міністерство міського і сільського розвитку                                     | Софія Шанінгве (Sophia Shaningwe)                |      |               |               |        |        |         |
|         | Міністерство оборони                                                            | Пенда я Ндаколо (Penda ya Ndakolo)               |      |               |               |        |        |         |
|         | Міністерство освіти, мистецтв і культури                                        | Катріна Хансе-Хімарва (Katrina Hanse-Himarwa)    |      |               |               |        |        |         |
|         | Міністерство охорони здоров'я і соціальної служби                               | Бернард Хайфіку (Bernard Haufiku)                |      |               |               |        |        |         |
|         | Міністерство робіт і транспорту                                                 | Альфеус Нарусіб (Alpheus Naruseb)                |      |               |               |        |        |         |
|         | Міністерство праці, промислових відносин і зайнятості                           | Ерккі Нгхімтіна (Erkki Nghimtina)                |      |               |               |        |        |         |
|         | Міністерство риболовлі та морських ресурсів                                     | Бернард Есау (Bernard Esau)                      |      |               |               |        |        |         |
|         | Міністерство сільського, лісового і водного господарства                        | Джон Муторва (John Mutorwa)                      |      |               |               |        |        |         |
|         | Міністерство у справах президента                                               | Франс Капофі (Frans Kapofi)                      |      |               |               |        |        |         |
|         | Міністерство фінансів                                                           | Калле Шлетвейн (Calle Schlettwein)               |      |               |               |        |        |         |
|         | Міністерство юстиції                                                            | Альберт Кавана (Albert Kawana)                   |      |               |               |        |        |         |